# Angelo Emo (sommergibile 1938)
L’Angelo Emo è stato un sommergibile della Regia Marina, seconda unità a portare questo nome.

## Storia
Comandante Cap di Corvetta Carlo Liannazza
Ufficiale in 2a Ten di Vascello Franco Giuseppe
Direttore macc Capitano G.N. Facciolo Riccardo
Ufficiale di rotta Sott di Vascello Brega Renzo
Ufficiale armi Sott di Vascello Cerio Corrado
Sottord di macc Sott di Macc Carbonin Sergio
Silurista tubi lancio 1-3 Marinaio Vincenzo Cangiano 
Capo elettrico di terza classe Oscar De Blasio
Venne destinato al 2º Gruppo Sommergibili di Napoli presso il quale fu adibito all'addestramento dal 1938 al 1940.
Alle 14.50 del 6 luglio 1940, durante la prima missione di guerra (in Mediterraneo), al comando del capitano di corvetta Carlo Liannazza, avvistò al largo del Marocco la Forza H britannica: due corazzate, una portaerei e vari cacciatorpediniere. Il sommergibile cercò di avvicinarsi (era a 12.000 metri di distanza), ma quando arrivò a 9.000 metri la formazione inglese cambiò rotta e si portò al di fuori della portata dell’Emo.
Se ne decise poi l'invio in Atlantico. Il 27 agosto 1940 lasciò Napoli e il 5 settembre passò lo stretto di Gibilterra; dieci giorni dopo arrivò nel suo settore d'agguato (Atlantico centrale) dove il 14 settembre immobilizzò con un siluro il piroscafo inglese Saint Agnes (5199 tsl); dopo averlo fatto abbandonare dall'equipaggio lo finì a colpi di cannone e con un altro siluro. Il 3 ottobre 1940 giunse a Bordeaux, sede della base italiana di Betasom.
Il 31 ottobre salpò da Bordeaux diretto a ovest della Scozia, ma fra il 2 ed il 3 novembre il mare molto mosso causò la morte di una vedetta (il sottocapo De Giobbi), caduta in acqua, e ferì gravemente il comandante Liannazza, obbligando al rientro a Bordeaux, avvenuto il 6 novembre.
Il 5 dicembre partì con il tenente di vascello Giuseppe Roselli Lorenzini come nuovo comandante, sempre con zona d'operazioni nelle acque scozzesi, che raggiunse il 14 dicembre; sei giorni dopo lanciò infruttuosamente due siluri contro una nave cisterna stimata in 3.000-4.000 tsl. Il 26 dicembre intraprese la rotta di rientro, giungendo a Bordeaux il 1º gennaio 1941.
Il 3 marzo 1941 lasciò Bordeaux diretto a ovest dell'Irlanda; il 9 del mese fu attaccato da un aereo mentre cercava un convoglio: due bombe scoppiarono vicino ai timoni bloccandoli e facendo dapprima emergere il sommergibile (che stava navigando a 20 metri di profondità) e facendogli poi perdere quota sino a 110 metri. Risolto il problema avvistò una portaerei, ma dovette immergersi per la presenza di un cacciatorpediniere. Il 14 marzo silurò e affondò il piroscafo inglese Western Chief (5759 tsl) e quattro giorni dopo colpì con un siluro un altro mercantile, il Clan Maciver (4500 tsl); quest'ultimo, tuttavia, cannoneggiò l’Emo e cercò di speronarlo, obbligandolo ad immergersi e allontanarsi. Il 19 marzo il sommergibile si avviò sulla rotta di ritorno.
Il 19 maggio ripartì da Betasom e dopo una settimana silurò due trasporti stimati rispettivamente in 3.000 e 1.900 tsl; non essendovi conferme è probabile che le due navi furono semplicemente danneggiate. Subì poi caccia con bombe di profondità che riuscì ad evadere senza danni gravi e il 20 giugno tornò alla base.
Il 20 agosto lasciò Bordeaux per rientrare in Mediterraneo e il 27 passò lo stretto di Gibilterra; ad un certo punto s'immerse ritenendo di essere stato rilevato, ma sprofondò sino a 125 metri a causa delle correnti; il 1º ottobre 1941 attraccò a Napoli.
Fra il 1º ottobre ed il 12 dicembre fu assegnato alla Scuola Sommergibili di Pola (anche se dall'8 al 10 novembre interruppe l'attività addestrativa per una missione antisommergibile nell'Adriatico settentrionale).
Nel dicembre 1941 fu inviato a Bardia con rifornimenti ma la missione dovette essere interrotta per la conquista nemica del porto. Svolse poi attività offensiva.
Fu tra i sommergibili inviati contro un convoglio britannico nella Battaglia di mezzo giugno 1942, ma non incontrò le navi nemiche.
Fu nuovamente inviato contro le unità britanniche due mesi dopo, nella Battaglia di mezzo agosto, al comando del tenente di vascello Giuseppe Franco (che da 2°, era passato comandante il 5 marzo): durante tale scontro, il 12 agosto, lanciò quattro siluri contro un incrociatore nei pressi dell'isola La Galite, avvertendo tre esplosioni, ma non vi sono riscontri di danneggiamenti.
Il 7 novembre 1942 salpò da Cagliari e si portò nella sua zona d'agguato a sud della Sardegna; inviato poi a nord di Algeri per contrastare lo sbarco alleato, il 10 novembre fu rilevato dal peschereccio antisommergibile HMS Lord Nuffield che lo bombardò con cariche di profondità arrecandogli gravi danni e obbligandolo all'emersione; dopo un breve ma violento scontro d'artiglieria, nel quale rimasero uccisi 14 uomini dell’Emo (un guardiamarina, 3 sottufficiali e 10 fra sottocapi e marinai), il comandante, dato che non c'era possibilità di scampo (i motori erano inutilizzabili) ordinò l'autoaffondamento, mentre i superstiti furono tratti in salvo (e catturati) dall'unità britannica.
In Mediterraneo l’Emo aveva svolto 9 missioni offensivo-esplorative e 5 di trasferimento, navigando per 14.611 miglia in superficie e 2276 in immersione.